# Ignacio Malcorra
Víctor Ignacio Malcorra (Río Colorado, provincia de Río Negro, Argentina; 24 de julio de 1987) es un futbolista argentino. Juega como mediocampista por izquierda y su primer equipo fue la C.A.I. de Comodoro Rivadavia. Actualmente milita en Rosario Central de la Liga Profesional.

## Trayectoria
Comenzó su carrera haciendo las inferiores en River Plate, hasta que en 2008 firmó un contrato con la C.A.I. hasta 2011, en la C.A.I. jugó 84 partidos, convirtió 7 goles y 6 asistencias, luego pasó a jugar a Aldosivi de Mar del Plata donde jugó 105 partidos, hizo 11 goles y dio 3 asistencias.
Pasó su carrera en Unión de Santa Fe a partir de 2014 hasta 2016 con 68 partidos jugados, 20 goles y 22 asistencias.
El 11 de junio de 2016 firmó con el Club Tijuana, allí anotó 8 goles y dio 6 asistencias.
El 31 de mayo de 2018 se convirtió en nuevo refuerzo de Universidad Nacional de México. Luego fue fichado por Lanús en julio de 2021 hasta el 25 de junio de 2022 cuando se volvió jugador de Rosario Central. Allí saldría campeón de la Copa de la Liga de 2023 comandado por el técnico Miguel Ángel Russo.

## Estadísticas
- Actualizado al 16 de agosto de 2025

| Club                      | Div.                | Temporada           | Liga  | Liga  | Liga   | Copa nacional | Copa nacional | Copa nacional | Copa internacional | Copa internacional | Copa internacional | Total | Total | Total  | Media goleadora |
| Club                      | Div.                | Temporada           | Part. | Goles | Asist. | Part.         | Goles         | Asist.        | Part.              | Goles              | Asist.             | Part. | Goles | Asist. | Media goleadora |
| ------------------------- | ------------------- | ------------------- | ----- | ----- | ------ | ------------- | ------------- | ------------- | ------------------ | ------------------ | ------------------ | ----- | ----- | ------ | --------------- |
| C.A.I. Argentina          | 2.ª                 | 2008/09             | 25    | 1     | 0      | -             | -             | -             | -                  | -                  | -                  | 25    | 1     | 0      | 0,04            |
| C.A.I. Argentina          | 2.ª                 | 2009/10             | 28    | 2     | 6      | -             | -             | -             | -                  | -                  | -                  | 28    | 2     | 6      | 0,07            |
| C.A.I. Argentina          | 2.ª                 | 2010/11             | 31    | 4     | 0      | -             | -             | -             | -                  | -                  | -                  | 31    | 4     | 0      | 0,13            |
| C.A.I. Argentina          | Total               | Total               | 84    | 7     | 6      | -             | -             | -             | -                  | -                  | -                  | 84    | 7     | 6      | 0,08            |
| Aldosivi Argentina        | 2.ª                 | 2011/12             | 28    | 3     | 1      | 1             | 0             | 0             | -                  | -                  | -                  | 29    | 3     | 1      | 0,10            |
| Aldosivi Argentina        | 2.ª                 | 2012/13             | 36    | 2     | 0      | 1             | 1             | 0             | -                  | -                  | -                  | 37    | 3     | 0      | 0,08            |
| Aldosivi Argentina        | 2.ª                 | 2013/14             | 39    | 5     | 2      | -             | -             | -             | -                  | -                  | -                  | 39    | 5     | 2      | 0,12            |
| Aldosivi Argentina        | Total               | Total               | 103   | 10    | 3      | 2             | 1             | 0             | -                  | -                  | -                  | 105   | 11    | 3      | 0,10            |
| Unión Argentina           | 2.ª                 | 2014                | 20    | 3     | 5      | -             | -             | -             | -                  | -                  | -                  | 20    | 3     | 5      | 0,15            |
| Unión Argentina           | 1.ª                 | 2015                | 29    | 9     | 10     | 2             | 1             | 0             | -                  | -                  | -                  | 31    | 10    | 10     | 0,32            |
| Unión Argentina           | 1.ª                 | 2016                | 16    | 6     | 7      | 1             | 1             | 0             | -                  | -                  | -                  | 17    | 7     | 7      | 0,41            |
| Unión Argentina           | Total               | Total               | 65    | 18    | 22     | 3             | 2             | 0             | -                  | -                  | -                  | 68    | 20    | 22     | 0.29            |
| Tijuana · México          | 1.ª                 | 2016/17             | 39    | 5     | 3      | 7             | 1             | 0             | -                  | -                  | -                  | 46    | 6     | 3      | 0,10            |
| Tijuana · México          | 1.ª                 | 2017/18             | 35    | 3     | 3      | 4             | 0             | 0             | 3                  | 0                  | 0                  | 42    | 3     | 3      | 0,07            |
| Tijuana · México          | Total               | Total               | 74    | 8     | 6      | 11            | 1             | 0             | 3                  | 0                  | 0                  | 88    | 9     | 6      | 0,09            |
| Pumas · México            | 1.ª                 | 2018/19             | 38    | 2     | 7      | 8             | 1             | 3             | -                  | -                  | -                  | 46    | 3     | 10     | 0,06            |
| Pumas · México            | 1.ª                 | 2019/20             | 26    | 2     | 7      | 2             | 1             | 0             | -                  | -                  | -                  | 28    | 3     | 7      | 0,10            |
| Pumas · México            | Total               | Total               | 64    | 4     | 14     | 10            | 2             | 3             | -                  | -                  | -                  | 74    | 6     | 17     | 0,08            |
| Atlas · México            | 1.ª                 | 2020/21             | 37    | 5     | 4      | -             | -             | -             | -                  | -                  | -                  | 37    | 5     | 4      | 0,13            |
| Atlas · México            | Total               | Total               | 37    | 5     | 4      | -             | -             | -             | -                  | -                  | -                  | 37    | 5     | 4      | 0,13            |
| Lanús Argentina           | 1.ª                 | 2021                | 22    | 6     | 7      | -             | -             | -             | -                  | -                  | -                  | 22    | 6     | 7      | 0,27            |
| Lanús Argentina           | 1.ª                 | 2022                | 3     | 1     | 0      | 12            | 1             | 5             | 2                  | 0                  | 0                  | 17    | 2     | 5      | 0,12            |
| Lanús Argentina           | Total               | Total               | 25    | 7     | 7      | 12            | 1             | 5             | 2                  | 0                  | 0                  | 39    | 8     | 12     | 0,20            |
| Rosario Central Argentina | 1.ª                 | 2022                | 16    | 1     | 0      | -             | -             | -             | -                  | -                  | -                  | 16    | 1     | 0      | 0,06            |
| Rosario Central Argentina | 1.ª                 | 2023                | 25    | 5     | 9      | 19            | 3             | 3             | -                  | -                  | -                  | 44    | 8     | 12     | 0,18            |
| Rosario Central Argentina | 1.ª                 | 2024                | 19    | 3     | 5      | 14            | 2             | 1             | 9                  | 1                  | 1                  | 42    | 6     | 7      | 0,14            |
| Rosario Central Argentina | 1.ª                 | 2025                | 18    | 4     | 6      | 2             | 0             | 0             | -                  | -                  | -                  | 20    | 4     | 6      | 0,21            |
| Rosario Central Argentina | Total               | Total               | 78    | 13    | 20     | 35            | 5             | 4             | 9                  | 1                  | 1                  | 122   | 19    | 25     | 0,16            |
| Total en su carrera       | Total en su carrera | Total en su carrera | 530   | 72    | 82     | 73            | 12            | 12            | 14                 | 1                  | 1                  | 617   | 85    | 95     | 0,14            |

## Palmarés

### Campeonatos nacionales
| Título                      | Club            | País      | Año  |
| --------------------------- | --------------- | --------- | ---- |
| Copa de la Liga Profesional | Rosario Central | Argentina | 2023 |

### Otros logros
| Título                     | Club              | País      | Año  |
| -------------------------- | ----------------- | --------- | ---- |
| Ascenso a primera división | Unión de Santa Fe | Argentina | 2014 |